# فيديريكو ريزي
فيديريكو ريزي (بالإيطالية: Federico Rizzi)‏ (6 يناير 1981 بكريمونا في إيطاليا - ) هو لاعب كرة قدم إيطالي في مركز الدفاع. لعب مع نادي تريستينا ونادي ساليرنيتانا ونادي كريمونيسي ونادي مانتوفا ويو أس بركوليتزه 1932 ونادي طرابنش 1905 ‏ وإيه أس بيتزاغيتوني ونادي تارانتو 1927.